# Mixtion

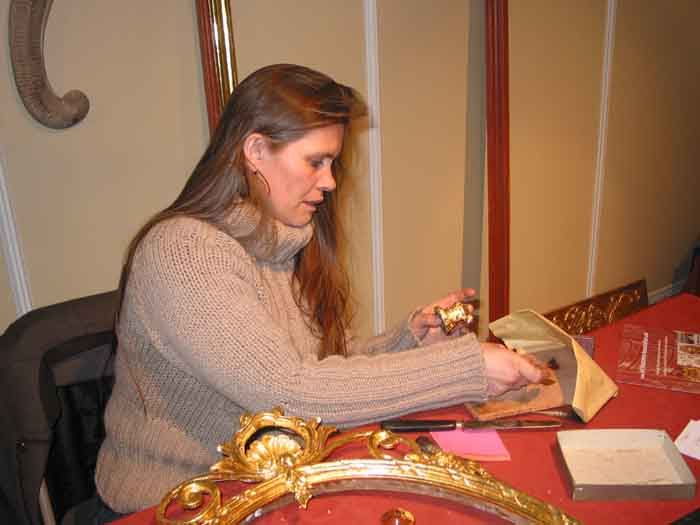
Vergolderin bei der Arbeit an einem Rahmen

Die Mixtion (franz. für Mischung) ist ein spezielles Anlegeöl für Blattmetalle bei der Ölvergoldung.
Es handelt sich dabei um einen hellen, fetten und zähflüssigen Öllack auf der Basis von Leinöl, Bleiglätte (PbO) und Terpentinöl.
Eine Vergoldung mit Mixtion ist auf unterschiedlichen Untergründen wie Stein, Metall, Textilien sowie im Innen- und Außenbereich möglich. Da eine Vergoldung mit Mixtion jedoch nicht poliert werden kann, spricht man auch von der Mattvergoldung.  
Nach der Vorbereitung des Untergrundes wird die Mixtion, die zur besseren Sichtbarmachung eine geringe Anfärbung mit goldgelben Tubenölfarben erhalten kann, gleichmäßig mit einem Pinsel (Anleger) oder einem nicht fusselnden Baumwolltuch dünn aufgetragen. Nach einer Trockenzeit von etwa drei oder zwölf Stunden (je nach verwendeter Mixtion) kann mit dem Anschießen des Blattgoldes oder Blattmetalls begonnen werden. Den richtige Zeitpunkt für das Anlegen kann man überprüfen, indem man mit einem Finger über die mixtionierte Stelle fährt. Ist das Anlegeöl leicht klebrig, hört man dann ein leichtes Pfeifgeräusch. Ist das Anlegeöl zu dick aufgetragen worden oder beginnt man zu früh mit dem Anschießen, kann das Gold versaufen (auch ersaufen). Hierbei wird es zu sehr von Öl durchfeuchtet und dadurch unbrauchbar.